# Ide de Louvain
Ide de Louvain, comtesse de Hainaut (décédée en 1139), est la fille d'Henri II de Louvain, et d'Adèle d'Orthen, et la sœur de Godefroid Ier de Louvain.
Ide épouse en 1084 Baudouin II de Hainaut. Le couple a neuf enfants :
- Baudouin III de Hainaut (1088-1120)[1] ;
- Louis (mort après 1096) ;
- Simon, chanoine à Liège ;
- Henri (mort après 1096) ;
- Guillaume (mort après 1117) ;
- Arnould (mort après 1117) seigneur du Rœulx[1] ;
- Ida (morte après 1101), épouse Guy de Chièvres puis Thomas de Marle[2] ;
- Richilde (morte après 1118), épouse Amaury III de Montfort, puis, répudiée, devient religieuse à Mauberge ;
- Alix (morte en 1153), mariée à Nicolas II de Rumigny.

Baudouin vend une partie de ses propriétés à l'évêché de Liège afin de prendre la croix lors de la première croisade. En 1098, il est envoyé à Constantinople avec Hugues Ier de Vermandois après le siège d'Antioche, pour demander l'aide de l'empereur byzantin. Il est tué lors d'un raid des Turcs seldjoukides en Anatolie.
Lors d'un pèlerinage à Jérusalem en 1106, Ide organise une recherche de son mari perdu en Anatolie, mais en vain. Le reste de la vie d'Ide reste inconnu et elle meurt en 1139.